# Conches-en-Ouche

Conches-en-Ouche este o comună în departamentul Eure, Franța. În 1 ianuarie 2022 avea o populație de 4.860 de locuitori.